# John Wesley Harding
John Wesley Harding är Bob Dylans åttonde album, utgivet i december 1967 på skivbolaget Columbia Records (i Europa CBS Records). Albumet fick ett gott mottagande, det fick mycket bra kritik och nådde andraplatsen på albumlistan i USA samt förstaplatsen i Storbritannien. Framgången är notabel då Dylan sett till att Columbia inte marknadsförde skivan så hårt. Han ville inte att några singlar skulle släppas från skivan. Två singlar från albumet släpptes dock i vissa europeiska länder. Jimi Hendrix fick sent 1968 en stor hitsingel med en cover på "All Along the Watchtower".
Albumet fick sitt namn på ett lite lustigt sätt. Bob Dylan hade skrivit ett antal låtar och var redo att ge ut dem på album. Problemet var att han inte kunde komma på något namn. Han hade också en låt "John Wesley Harding" som inte tycktes passa in någonstans i låtlistan. Dylan placerade helt enkelt låten som spår ett och döpte albumet efter det.
Detta album har ett lite mer countryinriktat sound än tidigare album, och går tillbaka till Dylans akustiska folkrötter efter tre album med elektrisk rockmusik. Många av låtarna är spartanskt inspelade med bara trummor, bas och Dylans akustika gitarr och munspel. Albumet är också lugnt och avslappnat till tonen. Texterna är inspirerade av kristendom och bibeln och kan uppfattas som väldigt svårtolkade. Albumet undviker helt psykedelisk musik vilken var den hetaste musikstilen 1967. Innan Dylan påbörjade dessa inspelningar hade han med The Band spelat in vad som 1975 skulle släppas som The Basement Tapes. Ingen av de inspelningarna kom dock med på John Wesley Harding.
På skivomslagets framsida ses en leende Bob Dylan tillsammans med två bröder från Bengalen, Luxman och Purna Das, två musiker som var medlemmar i Baul-sekten. Med på bilden är också Charlie Joy, en hantverkare. Det har spekulerats i att bilden innehöll små bilder på The Beatles på trädstammen bakom Dylan, men som sedan retuscherades en aning. För att se ansiktena behövs en LP-version av albumet och fodralet skall hållas upp och ned. Ansiktena kan urskiljas precis i kanten under texen "John Wesley". Fotografen John Berg bekräftade ryktet i ett nummer av Rolling Stone 1968. På skivomslagets baksida finns en surrealistisk text författad av Bob Dylan som handlar om tre kungar och som refererar till låtar på skivan.
Albumet blev år 2003 medtaget när magasinet Rolling Stone sammanställde listan The 500 Greatest Albums of All Time.

## Låtlista
Låtarna skrivna av Bob Dylan.
1. "John Wesley Harding" - 2:57
2. "As I Went Out One Morning" - 2:49
3. "I Dreamed I Saw St. Augustine" - 3:53
4. "All Along the Watchtower" - 2:31
5. "The Ballad of Frankie Lee and Judas Priest" - 5:35
6. "Drifter's Escape" - 2:52
7. "Dear Landlord" - 3:16
8. "I Am a Lonesome Hobo" - 3:19
9. "I Pity the Poor Immigrant" - 4:12
10. "The Wicked Messenger" - 2:03
11. "Down Along the Cove" - 2:23
12. "I'll Be Your Baby Tonight" - 2:35

## Listplaceringar
| Lista (1968)   | Position          |
| -------------- | ----------------- |
| Finland        | 11                |
| Frankrike      | 2                 |
| Norge          | 4 (VG-lista)      |
| Storbritannien | 1                 |
| USA            | 2 (Billboard 200) |